# Gandahar
A Gandahar (angol cím: Light Years) egy 1988-as francia sci-fi/fantasy rajzfilm René Laloux rendezésében. A forgatókönyv Jean-Pierre Andrevon, Les Hommes-machines contre Gandahar (A gépemberek Gandahar ellen) c. regénye alapján készült. Az angol nyelvű változat producere Harvey Weinstein volt, a fordítást pedig az elismert sci-fi-író, Isaac Asimov ellenőrizte.
Az angol cím nem az eredeti címből jött, hanem a film eredeti szlogenjének fordítása (Les Années lumière – The Light Years – A fényévek).
A francia verzió szinkronszínészei többek között: Pierre-Marie Escourrou, Catherine Chevallier, Georges Wilson, Anny Duperey, Jean-Pierre Ducos és Jean-Pierre Jorris.
Az angol nyelvű verzióé pedig: Glenn Close, Jennifer Grey, Terrence Mann, Penn & Teller, John Shea, Bridget Fonda, David Johansen, Earle Hyman, Earl Hammond és Christopher Plummer.

## Történet
Gandahar Királyság paradicsomi világát rejtélyes erők fenyegetik, így Ambisextra Királynő és a Nők Tanácsa Sylvaint, az egyik fiatal katonát küldik a veszély felderítésére. Sylvain rá is talál az ellenségre: fémes humanoidok, akik bénító sugárfegyverekkel rendelkeznek, és az elfogottak testét átküldik egy portálon; majd később ezek az egyének visszatérnek, szintén fémbe „ágyazódva”. Találkozik mutánsok egy csoportjával, a „Nyomorékokkal”, akikről kezdetben azt hiszi, ők az ellenség; valamint a gyönyörű és vakmerő Arielle-lel, akivel egymásba szeretnek. Kiderül, hogy a terror hátterében álló entitás egy óriási agy, akinek Metamorfózis a neve. Ő teremtette a gépemberekből álló hadsereget, akik a jövőből jönnek vissza Gandahar elpusztítására. Sylvain bevállalja az ezeréves hibernációt, miközben Metamorfózis lerombolja a világot. Amikor pedig ezer év múltán felébred, épp ahogy tervezte, megsemmisíti az öreg, meggyengült, őrültté lett Metamorfózist.

## Érdekességek
- Az angol változat sok elemet nem tartalmaz az eredeti, Gabriel Yared-féle filmzenéből. Bizonyos részekhez új zenék készültek, amelyeket Jack Maeby, Bob Jewitt és Jim Klein írtak.
- Az angol verzióban egy bizonyos jelenetet átszerkesztettek, mert szexuális tartalomra utalt – az a rész, amikor Arielle és Sylvain a fészekben fekszenek. A vágatlan verzióban Sylvain leveszi a felsőjét, és később, éjszaka ő és Arielle meztelenül fekszenek a fészekben, miután valószínűleg intim kapcsolatot létesítettek egymással.

## Fordítás
- Ez a szócikk részben vagy egészben  a   Light Years (film) című angol Wikipédia-szócikk fordításán alapul.  Az eredeti cikk szerkesztőit annak laptörténete sorolja fel. Ez a jelzés csupán a megfogalmazás eredetét és a szerzői jogokat jelzi, nem szolgál a cikkben szereplő információk forrásmegjelöléseként.